# Гофицкий, Виктор Оскарович
Виктор Оскарович Гофицкий (1896—1931) — советский деятель органов государственной безопасности, кавалер ордена Красного Знамени (1920).

## Биография
Родился в Кишинёве в еврейской семье. Там же окончил начальное училище, работал наборщиком в типографии. Служил в царской армии, член РКП(б) с 1917 года. Воевал в бригаде Г. И. Котовского. Затем работник Всеукраинской ЧК, заместитель начальника особого отдела 1-й Конной армии. В 1920 году начальник Особого отдела ВЧК Башкирской кавалерийской бригады. Участвует в боях с басмачами в Туркестане.
С 11 апреля 1923 по 17 апреля 1924 начальник Черноморского окружного отдела ГПУ. С 24 октября по 24 декабря 1924 Таганрогского окротдела ОГПУ. Затем начальник Витебского окротдела ОГПУ и начальник секретно-оперативной части ГПУ Узбекистана. С 1927 года начальник Новочеркасского райотделения ОГПУ, а с 1928 года являлся начальником Майкопского и Ставропольского (1.10.1930-16.06.1931) оперсекторов ОГПУ. Делегат XVI съезда ВКП(б).
16 июня 1931 года в селе Медведском произошло вооруженное восстание против политики коллективизации под руководством Ивана Никитовича Ключкина, полного георгиевского кавалера, командира кавалерийского взвода 1-й Конной Армии С. М. Будённого, в которой в то же время в должности заместителя начальника Особого отдела служил и В. О. Гофицкий. После Гражданской войны И. Н. Ключкин получил от Советской власти большое количество хорошей земли (земли участка № 4). В ходе коллективизации хотел создать свой колхоз из крепких хозяев-фронтовиков, бойцов-первоконников. Но сельские активисты поняли коллективизацию не как объединение. а только как раскулачивание, составили списки раскулачиваемых и вместе с нарядами ОГПУ выслали семьи крепких хозяев из села Медведского, увезли на станцию Спицевка и отправили за Урал. В ходе восстания Иван Ключкин убил секретаря партячейки Исакова, расстрелял председателя сельсовета Котенева, бригадира Глазкова, председателя колхоза Леонова, комсомольца Якимова, секретаря райкома комсомола Котенева и ещё несколько односельчан (всего 11 человек). Вместе с повстанцами-фронтовиками Федяниным и Берловым объявил населению о роспуске колхозов, призвал забирать из колхоза свой скот и инвентарь. Во второй половине дня узнали, что на подавление восстания из Ставрополя выехала бригада чекистов во главе с В. О. Гофицким. В. О. Гофицкий лично возглавил эту операцию, потому что не хотел кровопролития и надеялся на то, что сможет убедить повстанцев сложить оружие. И. Н. Ключкин с повстанцами выдвинулся в сторону Летней Ставки. Повстанцы в ответ на конкретное предложение В. О. Гофицкого сложить оружие, не сдались и под селом Казгулаком у местечка Индирь 16 июня 1931 года произошёл бой отряда чекистов с повстанцами. В ходе боя отряд Ключкина был уничтожен, но погиб и В. О. Гофицкий. В честь его подвига село было переименовано и стало называться Гофицким. Память о В. О. Гофицком бережно хранится в сельском краеведческом музее имени Ю. И. Бельгарова (основателя этого уникального музея). В музее много материалов, переданных на хранение женой В. О. Гофицкого — Елизаветой Львовной Гофицкой (1902—1979).

## Память
После гибели В. О. Гофицкого село Медведское Северо-Кавказского края, где произошёл бой его опергруппы с отрядом И. Ключкина, было переименовано в село Гофицкое. Также его имя носил клуб Ставропольского управления НКВД. На месте гибели в селе Летняя Ставка установлен памятник.
- Гофицкий район
- Гофицкое (Ставропольский край)
- Гофицкое (Краснодарский край)